# Jorge Isaac Carvallo
Jorge Isaac Carvallo (Chichigalpa, 17 de mayo de 1931 - Managua, 20 de agosto de 2015) fue un músico, compositor y cantautor nicaragüense. Junto con Camilo Zapata y Víctor M. Leiva conformó la Trilogía de Oro de los pioneros y fundadores de la música vernácula popular de Nicaragua.

## Biografía

### Infancia y estudios
Jorge Carballo se crio en la ciudad de Ocotal, hijo de un pianista, compositor y médico: Isaac Carvallo. Su madre, la chichigalpina Cándida Rosa Rostrán lo mandó estudiar la secundaria al "Instituto Nacional de Oriente y Mediodía". Con solamente doce años, en 1943 compuso sus dos primeras canciones: “Soñar” y “Confesión”.

### Sus comienzos en la música
Durante una presentación en el cine, en el intermedio de una película de amor y protesta social fue que se dio cuenta de que el arte que mayor impresión causa a la humanidad: la música. Y surgió “La Juliana”. De hecho, podría ser la primera canción de protesta en el universo musical nicaragüense. Cuando cursaba el primer año de medicina, fue llamado por don Juan Navas, el primero que contaba con un estudio de grabación.

## Sus canciones
A Jorge Carvallo la actual generación no lo conoce. Él siempre esgrimió lo que considera sus razones. Pero la mayoría del pueblo nicaragüense si reconoce su limpia, sonora y original forma de hacer música, y aunque ha incursionado en casi todos los géneros musicales que se escuchan en Latinoamérica, el Son nica le sale como si él mismo lo hubiera creado. 
De tantos oyentes y de tantos comentaristas que han contado sus producciones, fue uno quien lo hizo llorar de emoción: aquella mañana cuando escuchó un discurso de Fidel Castro a través de Radio Habana Cuba, hablando de su emblemática composición “Campesino aprende a leer”. Corrían los años 60 y Jorge Isaac, entonces un hombre con ideas revolucionarias, llegó a articular un profundo mensaje de emancipación campesina, creando la más notable canción para una campaña de alfabetización. El líder barbudo se quitó su gorra verde oliva para saludar semejante obra artística.

## Obra musical
A sus 84 años Carvallo dejó más de cuatrocientas composiciones, entre sones, boleros, valses, cumbias y chachachá. Además, fundó los tríos "Los Nícaros", "Universitarios" y "Chontal".
Entre sus muchas canciones pueden citarse:
- Campesino aprende a leer
- El Cañalito
- La Juliana
- Matagalpa (dedica a los 100 años de su Elevación como Ciudad)
- La mujer de Juan Lezama
- Día de pago
- El sol
- Luna Callejera
- Mama, mamacita
- Alexis Argüello (compuesta a inicios de la carrera boxística)

Carballo fue presidente de Nicautor, una asociación que busca la protección de los derechos de autor de los artista nicaragüenses.

## Reconocimientos
En varias ocasiones fue galardonado por su trabajo musical, entre los cuales destacan los primeros lugares en los tres únicos concursos de música típica de Nicaragua.
- El primero lo patrocinó el INFONAC (Instituto de Fomento Nacional) en 1964.
- El segundo patrocinado por FENIBA (Federación Nicaragüense de Base ball Aficionado) en 1972.
- El tercero lo patrocinó el INEC en 1995.

El reconocido folclorista Wilmor López lo valora así:
"Es un retratista de las vivencias y fue considerado el fotógrafo musical de Nicaragua. Carballo, Camilo Zapata, Víctor M. Leiva y Otto de la Rocha constituyen los pilares del Son Nica, música que nos caracteriza en el mundo entero."
El cantautor Otto de la Rocha lo califica como: 
"Uno de los mejores compositores que hablaba con las raíces de nuestro pueblo."